# Argus: Through the Looking Glass
Argus: Through the Looking Glass is het eerste studioalbum van de Britse muziekgroep Martin Turner's Wishbone Ash. Het album is opgenomen vanaf augustus 2007 in de Liscombe Park Studio in Soulbury Buckinghamshire. In 2008 werd aanvullend werk verricht, maar de samenstelling van de band was toen (al) veranderd. Argus is bij fans het populairste album van de originele Wishbone Ash. Argus: Through the Looking Glass is een nieuwe opname van oud materiaal. Echter in de beginperiode werd er binnen Wishbone Ash flink geïmproviseerd en dat liet in 2008 voldoende ruimte om toch met een deels nieuw album te komen.

## Musici
- Martin Turner – zang, basgitaar
- Ray Hatfield, Keith Buck, Danny Wilson – gitaar, zang
- Rob Hewins – slagwerk, zang

Zij werden in november en december 2007 even aangevuld met John Wetton (zang) en Geoff Downes (Hammondorgel) op de track Throw down the sword.

## Composities
1. Time was
2. Sometime world
3. Blowin’ Free
4. The king will come
5. Leaf ans stream
6. Warrior
7. Throw down the sword.

## Opmerking
Andy Powells versie van Wishbone Ash kwam ongeveer tegelijk met een liveversie van Argus, Argus Then Again Live geheten.